# At San Quentin
At San Quentin es el segundo álbum en vivo del cantante country Johnny Cash, es de un concierto en vivo para los prisioneros en la Prisión Estatal de San Quentin también fue televisado por Granada Television.
En el disco original muchas canciones fueron sacadas o cortadas por razones de espacio aun así en la reedición de este álbum en el 2000 no contiene todo el concierto pero le agregaron canciones y mantuvo su éxito comercial a pesar de haber sido omitidas canciones como "Jackson" y "Orange Blossom Special" las cuales fueron interpretadas por Cash ese día, las pusieron después al sacar un DVD con la presentación entera.
En el 2006 el sello discográfico Legacy lanzó una versión de lujo titulada: "At San Quentin - Legacy Edition" esta edición incluye un total de tres CD de los cuales dos de ellos contienen 31 canciones (13 de ellas no habían salido antes) y un DVD llamado: "Johnny Cash In San Quentin" que es un documental filmado en 1969 hecho por Granada Television para la televisión británica, en este documental se entrevistó a guardias, prisioneros y gente cercana a Cash quienes estuvieron con él el día del evento.

## Canciones

### Canciones Originales
- Lado 1:

1. Wanted Man - 4:03
2. Wreck of the Old 97 - 3:25
3. I Walk the Line - 3:14
4. Darling Companion - 6:11
5. Starkville City Jail - 2:02

- Lado 2:

1. San Quentin - 4:10
2. San Quentin - 3:14
3. A Boy Named Sue - 3:54
4. Peace in the Valley - 2:40
5. Folsom Prison Blues - 3:01

### Canciones de la Reedición
1. Big River – 1:56
(Cash)
2. I Still Miss Someone – 1:52
(Cash y Roy Cash Jr)
3. Wreck of the Old 97 – 2:05
(J. Cash, B. Johnson, N. Blake) nueva versión
4. I Walk the Line – 3:29
(Cash)
5. Darlin' Companion – 3:21
(J. Sebastian)
6. I Don't Know Where I'm Bound – 2:24
(J. Cuttie)
7. Starkville City Jail – 6:15
(Cash)
8. San Quentin – 4:07
(Cash)
9. San Quentin – 3:13
(Cash)
10. Wanted Man – 3:24
(Cash y Bob Dylan)
11. A Boy Named Sue – 3:59
(S. Silverstein)
12. Peace in the Valley – 2:30
(T. Dorsey)
13. Folsom Prison Blues – 4:24
(Cash)
14. Ring of Fire – 2:07
(Cash y M. Kilgore)
15. He Turned the Water Into Wine – 4:01
(Cash)
16. Daddy Sang Bass – 2:43
(C. Perkins)
17. The Old Account Was Settled Long Ago – 2:16
(L. R. Dalton)
18. Closing Medley: Folsom Prison Blues/I Walk the Line/Ring of Fire/The Rebel-Johnny Yuma – 5:08
(J. Cash, J. Carter, M. Kilgore, R. Markowitz y A. Fenady)

### At San Quentin - Legacy Edition
- Disco 1:

1. Blue Suede Shoes - 3:52
(Carl Perkins)
2. Flowers On The Wall - 3:27
(The Statler Brothers)
3. The Last Thing On My Mind - 3:34
(The Carter Family)
4. June Carter Cash Talks To The Audience - 2:41
(The Carter Family)
5. Wildwood Flower - 3:49
(The Carter Family)
6. Big River - 1:43
(Cash)
7. I Still Miss Someone - 1:50
(Cash)
8. Wreck of the Old 97 - 3:24
(Cash)
9. I Walk the Line - 2:28
(Cash)
10. Medley: The Long Black Veil/Give My Love To Rose - 4:06
(Cash)
11. Folsom Prison Blues - 3:00
(Cash)
12. Orange Blossom Special - 3:03
(Cash)
13. Jackson - 3:23
(Johnny Cash, June Carter Cash y Carl Perkins)
14. Darlin' Companion - 2:24
(Johnny Cash, June Carter Cash y Carl Perkins)
15. Break My Mind - 2:56
(Johnny Cash y Carl Perkins)
16. I Don't Know Where I'm Bound - 5:14
(The Carter Family y Carl Perkins)
17. Starkville City Jail - 3:32
(The Carter Family y Carl Perkins)

- Disco 2:

1. San Quentin - 4:09
(Cash)
2. San Quentin - 3:13
(Cash)
3. Wanted Man - 3:29
(Cash)
4. Restless - 3:54
(Carl Perkins)
5. A Boy Named Sue - 3:45
(Johnny Cash y Carl Perkins)
6. Blistered - 1:46
(Johnny Cash y Carl Perkins)
7. (There'll Be) Peace in the Valley - 3:14
(Johnny Cash, The Carter Family y Carl Perkins)
8. The Outside Looking In - 3:00
(Carl Perkins)
9. Less Of Me - 2:45
(Carl Perkins y The Statler Brothers)
10. Ring Of Fire - 2:07
(Johnny Cash, The Carter Family y Carl Perkins )
11. He Turned The Water Into Wine - 4:01
(Johnny Cash, The Carter Family, The Statler Brothers y Carl Perkins)
12. Daddy Sang Bass - 2:43
(Johnny Cash, The Carter Family, The Statler Brothers y Carl Perkins)
13. The Old Account Was Sattled Long Ago - 2:16
(Johnny Cash, The Carter Family, The Statler Brothers y Carl Perkins)
14. Closing Medley: - 5:08
  1. Folsom Prison Blues
(June Carter Cash)
  2. I Walk The Line
(The Carter Family)
  3. Ring Of Fire
(The Statler Brothers)
  4. Folsom Prison Blues
(Carl Perkins)
  5. The Rebel - Johnny Yuma
(Cash)
  6. Folsom Prison Blues
(Cash)

- Disco 3 (DVD):

Documental de 1969 por Granada TV en Inglaterra sobre las crónicas de Cash en el histórico concierto en la prisión de máxima seguridad, incluye fotografías del concierto que se convirtió en uno de los discos más memorables también incluye el hit "A Boy Named Sue" también hay entrevistas cara a cara con prisioneros y guardias que han vivido su vida adelante o atrás de las rejas de la prisión. El DVD dura 60 minutos aproximadamente.

## Personal
- Johnny Cash - vocalista y guitarra
- June Carter Cash - Vocalista
- Carter Family - Vocalistas
- Marshall Grant - Guitarra Bajo
- W.S. Holland - Percusión
- Carl Perkins - Guitarra eléctrica
- Bob Wootton - Guitarra eléctrica
- The Statler Brothers - vocalistas

## Posición en listas
Álbum - Billboard (América del Norte)
| Año  | Tabla           | Posición |
| ---- | --------------- | -------- |
| 1969 | Álbumes Country | 1        |
| 1969 | Álbumes pop     | 1        |

Canciones - Billboard (América del Norte)
| Año  | Canción           | Tabla             | Posición |
| ---- | ----------------- | ----------------- | -------- |
| 1969 | "A Boy Named Sue" | Canciones Country | 1        |
| 1969 | "A Boy Named Sue" | Canciones Pop     | 2        |